# Нацио Инфериоре е Супериоре (Бреша)
Нацио Инфериоре е Супериоре је насеље у Италији у округу Бреша, региону Ломбардија.
Према процени из 2011. у насељу је живело 47 становника. Насеље се налази на надморској висини од 911 м.